# Apol·lodor de Termessos
Apol·lodor de Termessos (grec antic: Ἀπολλόδωρος, Apollodoros; ca. segle ii aC) va ser un escriptor grec que Artemidor Daldià anomena ἀνὴρ ἐλλόγιμος ('un home insigne'), i li atribueix un llibre sobre interpretació dels somnis, tema del qual era un gran especialista. Probablement va exercir l'oniromància.